# Cecilia (opera)
Cecilia è un'azione sacra in 3 episodi e 4 quadri musicata da Licinio Refice su libretto di Emidio Mucci. Tratta della vita di Santa Cecilia. L'opera è stata rappresentata la prima volta al Teatro dell'Opera di Roma il 15 febbraio 1934, con la regia di Marcello Govoni.

## Estratti
- Per amor di Gesù  -  (l'Angelo)
- Non me esaltate  -  (Valeriano)
- Cecilia, non ebbi dianzi  -  (Valeriano - Cecilia)
- Oh Signore  -  (Valeriano - Cecilia)
- Oh, il tetro mormorio  -  (Cecilia)
- Un'alba gloriosa  -  (Valeriano - Cecilia)
- Cecilia, Cecilia! Ora anch'io vedo!  -  (Valeriano)
- Grazie sorelle  -  (Cecilia)